# Yeison Chacón
Yeison  Chacón Fontecha (Piedecuesta, Santander, Colombia; 28 de enero de 1988) es un futbolista colombiano. Juega de mediocampista y actualmente está sin club. Trabaja con Comfenalco como entrenador técnico en divisiones menores.

## Trayectoria
Yeison Chacón debutó como jugador profesional en 2007 con el Atlético Bucaramanga, en donde ha jugado en casi toda su carrera, salvo en el primer semestre de 2011, año en que fue transferido a Unión Magdalena. Participó con el Atlético Bucaramanga de las campañas del descenso (2008 y del equipo ganador de la Copa Premier del segundo semestre de 2009. Actualmente se mantiene activo con el equipo 'leopardo' jugando la Primera B colombiana. 

## Clubes
| Club                 | País     | Año         |
| -------------------- | -------- | ----------- |
| Atlético Bucaramanga | Colombia | 2007 - 2011 |
| Unión Magdalena      | Colombia | 2011        |
| Atlético Bucaramanga | Colombia | 2011 - 2014 |